# 1350 Rosselia
Az 1350 Rosselia (ideiglenes jelöléssel 1934 TA) a Naprendszer kisbolygóövében található aszteroida. Eugène Joseph Delporte fedezte fel 1934. október 3-án, Uccleben.